# Altair (Schiff, 1936)
Die Altair (AT) war ein Torpedoboot der Spica-Klasse der italienischen Marine. Es gehörte zur zweiten Gruppe von zehn Booten, die im Zusammenhang mit dem Abessinienkrieg bewilligt wurden.

## Bau und Technische Daten
Das Boot wurde am 10. Februar 1935 auf der Werft Cantieri Ansaldo in Genua auf Kiel gelegt. Der Stapellauf erfolgte am 26. Juli 1936, die Indienststellung am 23. Dezember 1936.
Das Boot war 81,4 m lang und 7,9 m breit, hatte 2,3 m Tiefgang und verdrängte 679 Tonnen (Standard) bzw. 1020 t (maximal). Der Antrieb bestand aus zwei Kesseln und zwei Dampfturbinen mit zusammen 19.000 PS, die über zwei Schrauben eine Höchstgeschwindigkeit von 34 Knoten ergaben. Der Aktionsradius betrug 1892 Seemeilen bei einer Marschgeschwindigkeit von 15 Knoten. Die Bewaffnung bestand aus drei 10-cm-Kanonen, vier 45-cm-Torpedorohren und zwei Wasserbombenwerfern. Zur Fliegerabwehr war das Boot im Laufe des Zweiten Weltkriegs mit bis zu zehn 20-mm-Flak und bis zu acht 13,2-mm-Fla-MG ausgestattet. Bis zu 20 Minen konnten mitgeführt werden. Das Boot hatte 99 Mann Besatzung.

## Schicksal
Beim Kriegseintritt Italiens im Juni 1940 war die Altair als Teil der 12. Torpedobootsdivision in La Spezia stationiert, zusammen mit ihren Schwesterschiffen Aldebaran, Andromeda und Antares. Die Boote versahen in der Folge Sicherungsdienst im Tyrrhenische Meer, nach dem Beginn des italienischen Überfalls auf Griechenland am 28. Oktober 1940 dann im Seegebiet vor Albanien und Griechenland. Am 6. Dezember 1940 griffen die Altair und die Andromeda in der Straße von Otranto erfolglos das britische U-Boot Triton an. Am 6. Januar 1941 beschoss die Altair – zusammen mit den Zerstörern Alfieri, Carducci, Fulmine und Gioberti und den Torpedobooten Partenope, Pallade und Romeda – die griechischen Stellungen bei Porto Palermo südlich von Himara an der südalbanischen Küste.
Am 20. Oktober 1941 operierte die Altair mit der Aldebaran und der Lupo bei der Insel Kea, am Ausgang des Saronischen Golfs. Dabei geriet sie in ein von dem britischen U-Boot Rorqual am 8. Oktober gelegtes Minenfeld. Die Altair lief auf eine Mine, die ihr das Vorderschiff abriss. Als ihr die Aldebaran zu Hilfe kam, lief auch sie auf eine Mine und sank. Die Lupo nahm die Altair ins Schlepp, um sie nach Piräus zu bringen, aber die Altair sank dabei am 21. Oktober auf 37° 22′ 0″ N, 23° 52′ 0″ O.